# Physalia utriculus
Physalia utriculus es una especie del orden de los sifonóforos de los océanos Índico y Pacífico.
Relacionado con el Physalia physalis, que es más grande, al igual que este tiene una vejiga de color azul que le proporciona flotabilidad, y largos tentáculos venenosos —cnidoblastos— para capturar sus presas. Así mismo, la «vela» característica de las especies del género Physalia le permite impulsarse a través del mar, frecuentemente en grupos.
A comienzos de enero de 2019, se registró un número inusual de casos de personas —15 000 en una sola semana— que sufrieron picaduras de este organismo, por lo que se cerraron al baño algunas playas de Queensland,  Australia.